# Zawiść (Orzesze)
Zawiść – dzielnica Orzesza.

## Historia
Pierwsza udokumentowana informacja o Zawiści, wiosce rycerskiej pochodzi z 1574 r., kiedy Wawrzyniec Trach odkupił wieś od Jerzego Orzeskiego, chociaż można również dopuścić, że wymieniona przez Jana Raciborskiego wśród wiosek przekazywanych żonie, księżnej Helenie nazwa Czawsch, dotyczy Zawiści i wówczas należałoby czas powstania wioski cofnąć co najmniej o sto lat. Następnym wzmiankowanym panem Zawiści był Krzysztof Fragstein (1653). W 1715 r. właścicielem był Karol Aleksander Holly, a potem Zawadzcy, Właściciele Gardawic. Od 1852 r. wioskę posiadali po kolei: Witowski, Micke, Hegenscheid i poprzez małżeństwo Fryderyk Penner. Ten ostatni władał Zawiścią do zakończenia I wojny światowej. W 1921 r. majątek został rozparcelowany. W 1921 r. podczas plebiscytu 199 osób głosowało za Polską, a 99 za Niemcami.
W 1780 r. zarejestrowano w Zawiści 5 gospodarstw i 50 mieszkańców, a w 1891 r. żyło już tutaj 500 ludzi.
W 1896 r. Przygotowano pomieszczenia na szkołę i od tego czasu Zawiść oddzielono od szkoły w Gardawicach. Budynek z cegły, kryty dachówką powstał w 1907 r. Po wojnie w 1965 r. postawiono drugą, obszerną szkołę, która służy do dzisiaj.
W Zawiści istniała od 1733 do 1914 r. huta szkła Ernestyna. Również w pierwszej połowie XVIII w. wybudowano pałac, a nieco później obok zabudowania gospodarcze folwarku. W tym czasie działały w wiosce 2 cegielnie i jedna kopalnia.
W 1981 r. postawiono w Zawiści kościółek poświęcony św. Janowi Chrzcicielowi, zaś w następnym roku utworzono tu parafię.
1 września 1939 Niemcy rozstrzelali we wsi 7 osób (w tym trzech studentów z Warszawy. 3 września 1939 w egzekucji śmierć poniosło 4 mieszkańców (zidentyfikowano 2).

## Transport
W Zawiści znajduje się skrzyżowanie drogi krajowej nr 81 oraz drogi wojewódzkiej nr 926. Przez Zawiść przechodzi także linia kolejowa Orzesze Jaśkowice - Tychy.